# TreeSize
TreeSize — программа для анализа использования ёмкости разделов диска, разработанная компанией JAM Software. Главная функция — сбор и представление информации о размере файлов и каталогов на жёстком диске. По набору функций схожа с утилитой du для Unix и Linux, дополнительно обладая графическим интерфейсом. Поддерживаются все современные версии Windows, начиная с Windows Vista до Windows 10. Также доступны специальные версии для Windows 95/98/ME, Windows 2000, Windows XP.

## Функциональность
Данные о размере файлов и каталогов отображаются в виде диаграмм, формат которых задаётся пользователем. Существует возможность сохранения собранных данных в различных форматах. На данный момент поддерживаются HTML, XML, текстовые файлы (англ. plain text), а также таблицы Microsoft Excel. Платные версии утилиты предоставляют возможность поиска больших, старых и/или временных файлов, а также поддерживают сетевые диски. Файлы-дубликаты могут быть выявлены с помощью хеширования, использующего алгоритмы MD5 или SHA256.

## История
Первая версия была разработана немецким программистом Йоахимом Мардером (нем. Joachim Marder) в 1996 году. Год спустя он основал компанию JAM Software, одним из продуктов которой была утилита TreeSize, выпускавшаяся в трёх версиях.

## Версии
Существует три версии программного пакета:
- TreeSize Free 4.3.1 (14.02.2019)[5] — свободная версия
- TreeSize Personal 7.1.1 (06.06.2019)[6] — платная версия с расширенным набором возможностей для частного пользования
- TreeSize Professional 7.1.1 (06.06.2019)[7] — платная версия с расширенным набором возможностей для коммерческого использования